# فيصل بن سعود بن عبد العزيز آل سعود
فيصل بن سعود بن عبد العزيز آل سعود (1343 هـ / 1927 - 24 محرم 1434 هـ / 8 ديسمبر 2012 )، الابن السابع من أبناء الملك سعود والدته هي الأميرة الجوهرة بنت تركي بن أحمد السديري.

## حياته
درس الأمير فيصل بن سعود بن عبد العزيز آل سعود المرحلة الابتدائية و المتوسطة في القطيف، ثم درس الثانوية في الرياض. التحق عام 1369 هـ بجامعة كاليفورنيا ثم عاد إلى السعودية في عام 1373 هـ. وبعد عودته للمملكة عينه عمه سمو الأمير عبد المحسن بن عبد العزيز آل سعود نائبًا لمدير رعاية الشباب، لكنه ترك المنصب فعينه والده بـ وزارة الدفاع والطيران (وزارة الدفاع حاليًا)، وبقي في هذا المنصب حتى عام 1374 هـ عندما عينه والده بـ وزارة الداخلية وذلك في شؤون المنطقة الغربية وبقي في هذا المنصب حتى عام 1424 هـ عندما تقاعد عن العمل.

## حياته الخاصة

### زوجاته
- الأميرة العنود بنت عبد الله بن عبد الرحمن آل سعود. والدة الأميرة أمل، الأميرة عبير، الأميرة مشاعل، والأميرة الجوهرة.
- الأميرة مشاعل بنت عادل بن محمد الفقير (مطلقة). والدة الأمير عبد العزيز، والأميرة منيرة.
- الأميرة الجازي بنت مانع بن عبد الهادي بن متعب بن حثلين العجمي (متوفاة). والدة الأمير منصور(متوفي).وله من الأبناء سعود زوجته الأميرة/مضاوي بنت سعد بن عبدالله بن تركي آل سعود (مطلقة)وله من الأبناء الأميرة/ديمه، الأمير/منصور، الأمير/سلطان ،الأميرة/سديم
- ،سلطان زوجته الأميرة/سارة بنت سلطان بن ناصر بن عبد العزيز آل سعود (مطلقة)وله من الأبناء الأميرة/العنود، الأميرة/الجازي، الأمير خالد، الأميرة/نوال
- ،فيصل زوجته الأميرة/حنان بنت عبدالهادي بن فرج أبن نورة آل رشيد  وله من الأبناء/ الأمير/ سعود ،الأميرة/الجازي، الأميرة/سلطانة ،الأميرة/سارة، الأمير/سلطان
- خالد زوجته الأميرة/نورة بنت فيصل بن محمد بن سحمان آل حثلين وله من الأبناء /الأميرة/الجازي، الأميرة/فهده
- ،الجوهرة متزوجة من الأمير/فيصل بن عبدالله بن فيصل بن تركي بن جلوي آل سعود . ولها من الأبناء الأمير/عبدالله والأمير/منصور
- ،سارة
- الأميرة غزلان الفقيه (متوفاة، وصلي عليها في يوم الإثنين 26 جمادى الآخرة 1442 هـ الموافق 8 فبراير 2021).[2] والدة الأمير عبد الرحمن، الأمير نايف، الأميرة نورة، الأميرة نوف، الأميرة سلطانة، الأميرة ريم، والأميرة سارة.
- الأميرة عواطف بنت يحي بن محمود ميتو. والدة الأميرة لمى.
- الأميرة حكيمة الغامدي. والدة الأمير نواف، والأمير سعود.

### إخوته
- عبد الرحمن بن سعود بن عبد العزيز آل سعود

### أبناؤه
- الأميرة نوف الأولى بنت فيصل بن سعود (متوفاة).
- الأميرة أمل بنت فيصل بن سعود. متزوجة من الأمير عبد العزيز بن عبد الله بن سعود بن عبد العزيز آل سعود.
- الأميرة نورة بنت فيصل بن سعود.[3] متزوجة من الأمير فهد بن سعد بن سعود بن عبد العزيز آل سعود.[3]
- الأمير نواف بن فيصل بن سعود. وله من الأبناء الأمير تركي، والأمير سعود.
- الأميرة سلطانة بنت فيصل بن سعود. ولها من الأبناء الأميرة ديما، والأميرة لمياء.
- الأميرة عبير بنت فيصل بن سعود. متزوجة من الأمير خالد بن محمد بن عبدالله بن عبدالرحمن ولها من الأبناء الأميرة مشاعل، الأمير عبد الله، الأميرة لولوة، والأمير سلطان.
- الأميرة الجوهرة بنت فيصل بن سعود.
- الأمير منصور بن فيصل بن سعود. وله من الأبناء الأمير سعود، الأمير سلطان، الأمير فيصل، الأمير خالد، الأميرة الجوهرة، والأميرة سارة.
- الأميرة نوف الثانية بنت فيصل بن سعود. ولها من الأبناء مشعل، العنود، سعود، وعبد المحسن.
- الأمير نايف بن فيصل بن سعود. متزوج من الأميرة مها بنت مساعد بن سعود بن عبد العزيز آل سعود وله من الأبناء الأمير عبد الرحمن (متزوج من الأميرة مضاوي بنت عبد العزيز بن مقرن بن عبد العزيز آل سعود وله من الأبناء الأمير نايف، الأميرة عبير، والأميرة مها)، الأمير منصور (متزوج من الأميرة بيان بنت خالد بن مساعد بن سعود بن عبد العزيز آل سعود وله من الأبناء الأمير خالد)، الأمير مساعد (متزوج من الأميرة جواهر بنت فهد العجمي وله من الأبناء الأميرة الجازي، والأمير عبد العزيز)، الأمير فيصل، الأميرة نايفة (متزوجة من الأمير الوليد بن خالد بن عبد الله بن فهد الفيصل الفرحان آل سعود ولها من البنات الأميرة مها، والأميرة لولو)، والأميرة نورة، متزوج من الأميرة ( هيفاء بنت هتيمي بن نهار المنديل الخالدي ).
- الأميرة مشاعل بنت فيصل بن سعود. متزوجة من الأمير الدكتور سلمان بن محمد الأحمد السديري. ولها من الأبناء فهد، خالد، العنود، هالة.
- الأميرة ريم بنت فيصل بن سعود. متزوجة من الأمير محمد بن عبد الله بن سعود بن عبد العزيز آل سعود.
- الأمير أحمد بن فيصل بن سعود (متوفى).
- الأميرة سارة بنت فيصل بن سعود.
- الأميرة منيرة بنت فيصل بن سعود.
- الأمير عبد العزيز بن فيصل بن سعود.
- الأمير عبد الله بن فيصل بن سعود.
- الأمير عبد الرحمن بن فيصل بن سعود. متزوج من الأميرة الجوهرة بنت عبد الرحمن بن سعود بن عبد العزيز آل سعود.
- الأميرة لمى بنت فيصل بن سعود (مواليد 1987 في مدينة القاهرة، توفيت فجر الخميس 29 ربيع الأول 1430 هـ عن عمر ناهز 21 عامًا، وصلي عليها بعد صلاة الجمعة 30 ربيع الأول 1430 هـ في جامع الإمام تركي بن عبد الله في مدينة الرياض).[4]
- الأمير سعود بن فيصل بن سعود. متزوج من الأميرة خلود الشهري وله من البنات الأميرة غدير، الأميرة الجوهرة، الأميرة غيداء، والأميرة سما (متوفاة).[5]